# Ádám Hanga
Ádám Hanga (Budapest, Hungría, 12 de abril de 1989) es un jugador de baloncesto húngaro. Con 2,01 de estatura, juega en la posición de alero y actualmente milita en el Joventut de Badalona de la Liga ACB.

## Trayectoria

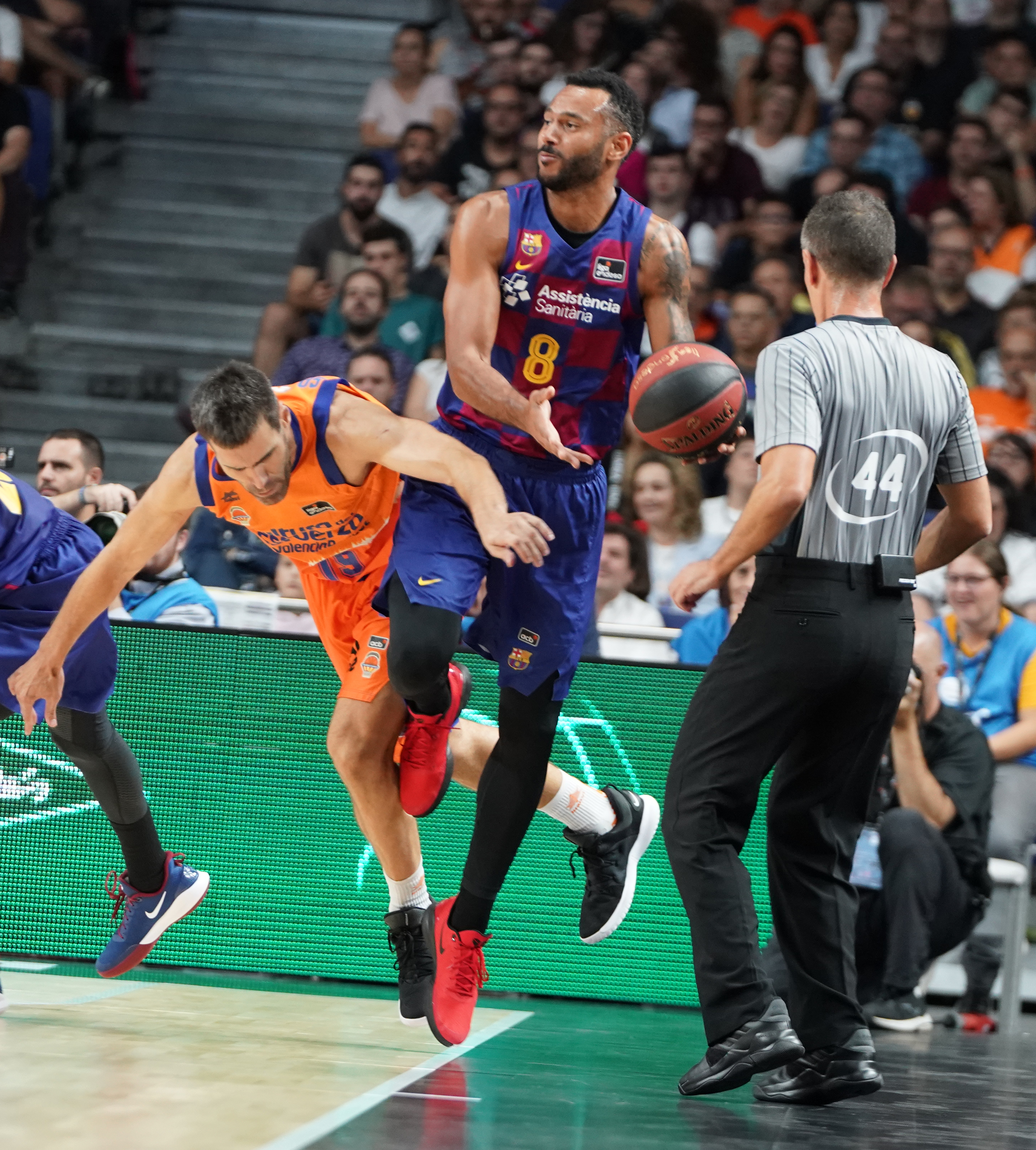
Hanga en 2019 con el FC Barcelona.

Adám comenzó su carrera por Albacomp en 2006, a la edad de 17 años, y permaneció en el club de Székesfehérvár hasta 2011. En junio de 2009 fue invitado al Adidas Eurocamp, un evento que se celebra anualmente en Treviso para los jugadores de primera línea de edad Entre 18 y 21. Después de tres días de entrenamiento, fue clasificado como el sexto mejor jugador no estadounidense en su grupo de edad 2010 resultó ser su temporada de breakout, ya que dominó la liga húngara. Fue elegido en la segunda ronda del Draft de la NBA de 2011 con el puesto 59 por San Antonio Spurs. En mayo de 2011 ficha por el Basquet Manresa, equipo en el que juega dos temporadas.
En julio de 2013, Hanga firmó un contrato de cuatro años con el Saski Baskonia. En agosto de 2014, fue cedido al equipo italiano Felice Scandone Basket Avellino para la temporada 2014-15. Hanga volvió a Vitoria en mayo de 2015, para los últimos partidos de la temporada 2014-15 ACB, después de terminar la temporada de Lega Basket con Avellino. En la temporada 2015-16 se afianza en el Baskonia, equipo con el que llega a jugar la Final Four del año 2016.
El 22 de agosto de 2017, ficha por el FC Barcelona, club donde estuvo hasta junio de 2021.
Tras su etapa azulgrana, firma con el Real Madrid por dos temporadas.
En su primer año en el Real Madrid gana la Supercopa de España y la Liga ACB. Al final de temporada demuestra su gran polivalencia al jugar de base, debido a  las lesiones de Carlos Alocén, Nigel Williams-Goss, Sergio Llull y Thomas Heurtel.
En su segundo año en el Real Madrid gana la Supercopa de España y la Euroliga con el conjunto blanco.
El 12 de julio de 2023 firmó un contrato de dos años con el Estrella Roja serbio.
El 4 de julio de 2024, tras cortar su contrato con el Estrella Roja, fichó por el Joventut de Badalona de la liga ACB por dos temporadas.

### Selección nacional
El primer torneo oficial que jugó con la selección fue el Eurobasket 2017.
En septiembre de 2022 disputó con la selección húngara el EuroBasket 2022, finalizando en vigesimotercera posición.

## Estadísticas

### Liga Regular
Actualizado a final de temporada 2017-2018.
| Temporada | Equipo           | Liga   | PJ | MPP  | TC%  | 3P%  | TL%  | RPP | APP | RPP | TPP | PPP  |
| --------- | ---------------- | ------ | -- | ---- | ---- | ---- | ---- | --- | --- | --- | --- | ---- |
| 2006–07   | Albacomp         | NB I/A | 9  | 5.7  | .556 | .600 | .571 | .7  | .4  | .7  | .1  | 2.4  |
| 2007–08   | Albacomp         | NB I/A | 18 | 12.2 | .657 | .150 | .640 | 1.6 | 1.2 | 1.3 | .6  | 3.9  |
| 2008–09   | Albacomp         | NB I/A | 30 | 25.7 | .690 | .348 | .667 | 3.3 | 2.6 | 1.8 | .1  | 10.1 |
| 2009–10   | Albacomp         | NB I/A | 30 | 31.1 | .651 | .358 | .675 | 3.8 | 2.0 | 1.9 | .7  | 13.1 |
| 2010–11   | Albacomp         | NB I/A | 26 | 32.6 | .567 | .390 | .680 | 4.3 | 3.3 | 2.9 | .7  | 17.7 |
| 2011–12   | Assignia Manresa | ACB    | 34 | 20.9 | .467 | .268 | .667 | 2.9 | 1.9 | 1.4 | .7  | 7.8  |
| 2012–13   | Bàsquet Manresa  | ACB    | 32 | 25.6 | .464 | .353 | .703 | 4.5 | 2.3 | 1.3 | .8  | 11.7 |
| 2013–14   | Baskonia         | ACB    | 26 | 16.9 | .629 | .333 | .500 | 2.4 | 1.0 | 1.0 | .6  | 5.8  |
| 2014–15   | Baskonia         | ACB    | 4  | 12.8 | .800 | .000 | --   | 3.0 | 1.8 | .8  | .3  | 2.0  |
| 2014–15   | Sidigas Avellino | LBA    | 30 | 28.7 | .474 | .265 | .712 | 4.3 | 2.7 | 1.9 | .8  | 10.6 |
| 2015–16   | Baskonia         | ACB    | 33 | 25.3 | .669 | .303 | .720 | 3.9 | 1.6 | 1.6 | .7  | 9.1  |
| 2016–17   | Baskonia         | ACB    | 29 | 28   | .570 | .310 | .780 | 4   | 2.4 | 1.3 | .6  | 11.9 |
| 2017–18   | FC Barcelona     | ACB    | 30 | 21.4 | .487 | .358 | .660 | 3.4 | 1.6 | 1.2 | .4  | 8.3  |

## Palmarés

### FC Barcelona
- Liga ACB (1): 2021
- Copa del Rey (3): 2018, 2019 y 2021.

### Real Madrid
- Euroliga (1): 2023.
- Liga ACB (1): 2022.
- Supercopa de España (2): 2021, 2022.

### Consideraciones individuales
- Mejor Defensor de la Euroliga (1): 2017.
- Quinteto Ideal de la ACB (3):
  - Primer Quinteto (1): 2017
  - Segundo Quinteto (2): 2016 y 2020